# Sloveense Christendemocraten
De Sloveense Christendemocraten (Sloveens:Slovenski krščanski demokrati), afgekort tot SKD, was de naam van een Sloveense politieke partij. De partij werd opgericht op 10 maart 1989 onder de naam Sloveense Christen-Sociale Beweging (Sloveens: Slovensko krščansko socialno gibanje). Initiatiefnemers waren enerzijds leden rond het intellectuelentijdschrift Revija 2000, waarin reeds in 1987 het thema van de Sloveense soevereiniteit binnen de Joegoslavische federatie werd geproblematiseerd, en anderzijds leden bij het in 1988 opgerichte Comité voor de Bescherming van de Mensenrechten.
De SKD sloot zich onder voorzitterschap van Lojze Peterle in de aanloop naar de eerste vrije verkiezingen in 1990 aan bij de oppositionele partijencoalitie Demos. Bij de verkiezingen behaalde de partij 11 zetels, waarmee ze ten opzichte van de andere coalitiepartners de meeste steun vergaarde en aldus haar voorzitter als premier kon leveren.
In 2000 kwam op initiatief van Peterle een fusie tussen de SKD en de Sloveense Volkspartij tot stand. Als gevolg van deze fusie viel het kabinet Drnovšek en werd het kabinet Bajuk gevormd. De nieuwe partij met de naam SLS+SKD Slovenska ljudska stranka viel echter spoedig uiteen naar aanleiding van onenigheid over een hervorming van de kieswet. Hierdoor werden in het najaar van 2000 verkiezingen gehouden als gevolg waarvan Janez Drnovšek als premier terugkeerde.
Na de mislukte fusie met de Sloveense Volkspartij keerde eene groep van christendemocraten terug onder de naam Nieuw Slovenië - Christelijke Volkspartij. Meest vooraanstaande persoon van de christendemocraten was partijvoorzitter Peterle.